# Stortjärnen (Storsjö socken, Härjedalen, 696290-135266)
Stortjärnen är en sjö i Bergs kommun i Härjedalen och ingår i Ljungans huvudavrinningsområde. Sjön har en area på 0,263 kvadratkilometer och ligger 873,2 meter över havet. Sjön avvattnas av vattendraget Stortjärnbäcken.

## Delavrinningsområde
Stortjärnen ingår i det delavrinningsområde (696275-135225) som SMHI kallar för Utloppet av Stortjärnen. Medelhöjden är 876 meter över havet och ytan är 0,84 kvadratkilometer. Det finns inga avrinningsområden uppströms utan avrinningsområdet är högsta punkten. Stortjärnbäcken som avvattnar avrinningsområdet har biflödesordning 4, vilket innebär att vattnet flödar genom totalt 4 vattendrag innan det når havet efter 331 kilometer. Avrinningsområdet består mestadels av skog (68 procent). Avrinningsområdet har 0,27 kvadratkilometer vattenytor vilket ger det en sjöprocent på 31,7 procent.